# Trần Đại Mý
Đại Mý hay Trần Đại Mý có tên đầy đủ là Trần Văn Mý (1960–2024) là diễn viên tuồng và điện ảnh người Việt Nam.

## Tiểu sử
Ðại Mý có tên khai sinh là Trần Văn Mý sinh năm 1960 tại Vĩnh Lộc, Thanh Hóa. Gia đình nghèo nên ông đi làm thợ xây, gặt lúa thuê để phụ giúp gia đình. Tuổi thơ ông rất yêu ca hát các bản nhạc cách mạng và cải lương, khi đang học lớp 7, Nhà hát Tuồng Việt Nam về địa phương tuyển diễn viên, ông lập tức đăng ký dự tuyển dù không biết gì về môn nghệ thuật này. Tháng 12 năm 1979, ông trúng tuyển. Vai diễn đầu tiên của ông là Cao Hoài Đức trong vở Nữ tướng Ðào Tam Xuân.
Cuối năm 1983, Đại Mý tốt nghiệp Trường trung cấp Nghệ thuật sân khấu - điện ảnh và được nhận vào biên chế Nhà hát Tuồng Việt Nam cho đến lúc nghỉ hưu vào tháng 6 năm 2022.

## Gia đình
Trần Đại Mý kết hôn với diễn viên Đõ Thị Thanh Thủy, họ có một con gái Trần Ngân Hà và con trai Trần Ba Duy, anh từng là một hiện tượng mạng.

## Vai diễn
"Mỗi khi múa đẹp, hát chuẩn là mình đang giữ gìn vốn văn hóa cổ truyền của dân tộc". 

### Tuồng
- Cao Hoài Đức trong vở Nữ tướng Ðào Tam Xuân
- Nghêu trong vở Nghêu, Sò, Ốc, Hến. Vai
- Avanu trong vở Huyền Trân công chúa

### Điện ảnh
| Năm  | Tụa đề         | Vai diễn         | Đạo diễn        | Chú thích |
| ---- | -------------- | ---------------- | --------------- | --------- |
| 2010 | Vũ điệu đam mê | Thiếu tá công an | Nguyễn Đức Việt |           |

### Truyền hình
| Năm  | Tụa đề                     | Vai diễn          | Đạo diễn                          | Hình thức phim       | Chú thích |
| ---- | -------------------------- | ----------------- | --------------------------------- | -------------------- | --------- |
| 1999 | Người thổi tù và hàng tổng | Khách quán cô Lan | Phi Tiến Sơn                      | Ngắn tập             |           |
| 2002 | Đất và người               | Vinh              | Nguyễn Hữu Phần, Phạm Thanh Phong | Dài tập              |           |
| 2003 | Xuân muộn                  |                   | Triệu Tuấn                        | Điện ảnh truyền hình |           |
| 2005 | Nhà chật                   |                   | Phạm Thanh Phong                  | Điện ảnh truyền hình |           |
| 2006 | Miền quê thức tỉnh         |                   | Trọng Trinh, Hoàng Nhung          | Dài tập              |           |
| 2009 | Sau cơn mưa                |                   | Triệu Tuấn                        | Điện ảnh truyền hình |           |
| 2010 | Nhật ký viết đến ngày 8/3  |                   | Phạm Gia Phương                   | Ngắn tập             |           |

### Video
| Năm  | Tụa đề              | Vai diễn        | Đạo diễn           | Chú thích |
| ---- | ------------------- | --------------- | ------------------ | --------- |
|      | Tiến tùng túng tiền |                 |                    |           |
|      | Tết ông trẻ         |                 |                    |           |
|      | Ngoan cũng có quà   |                 |                    |           |
|      | Chuột vàng          |                 |                    |           |
| 2018 | Năm cùng tháng tận  |                 | Tạ Huy Cường       |           |
| 2021 | Truy tìm ẩn tích    | Phó giám đốc Mý | Đại Mý, Phi O Long | [ 6 ]     |

## Giải thưởng
| Năm  | Giải thưởng                                     | Vai diễn | Vở diễn              | Kết quả         | Chú thích   |
| ---- | ----------------------------------------------- | -------- | -------------------- | --------------- | ----------- |
| 2011 | Liên hoan sân khấu hài toàn quốc                | Nghêu    | Nghêu, Sò, Ốc, Hế    | Huy chương vàng | [ 4 ] [ 3 ] |
| 2010 | Hội diễn sân khấu Tuồng chuyên nghiệp toàn quốc | Avanu    | Huyền Trân công chúa | Huy chương vàng | [ 3 ]       |